# Ladissa inda
Ladissa inda är en spindelart som först beskrevs av Simon 1897.  Ladissa inda ingår i släktet Ladissa och familjen plattbuksspindlar. Inga underarter finns listade i Catalogue of Life.